# Pierre Jeanneret
Pour les articles homonymes, voir Jeanneret.
Ne doit pas être confondu avec Pierre Jeanneret (historien).
Pierre Jeanneret est un architecte et designer suisse, né le 22 mars 1896 à Genève et mort le 4 décembre 1967.
Il est le cousin du célèbre architecte franco-suisse Le Corbusier.

## Biographie
Pierre Jeanneret est un cousin et proche collaborateur de Charles-Édouard Jeanneret, plus connu sous le nom de Le Corbusier. Il est diplômé de l'École des beaux-arts de Genève. Il travaille avec Auguste et Gustave Perret à Paris en 1921-1922, avant de commencer à collaborer avec Le Corbusier en 1922. Son rôle fut très important dans tous les projets de ce dernier, même si l'on a souvent tendance à l'oublier comme Françoise Choay l'a fait remarquer à plusieurs reprises. Ensemble ils éditent en 1926 un manifeste intitulé « Cinq Points vers une Nouvelle Architecture » qui sert ensuite de ligne de conduite à leur esthétique architecturale. La construction qui suit, la Villa Savoye (1928-1931) est une représentation de leur idéologie rédigée.
En 1929 au Salon d’automne de Paris, il dévoile un ensemble de meubles modernes comprenant des chaises en acier tubulaire, des tabourets et un ensemble d’étagères modulaires en acier (Collection LC) conçus par Charlotte Perriand et signé avec Le Corbusier.
Au début de la Seconde Guerre mondiale, Le Corbusier ferme son agence le 10 juin 1940 et quitte Paris avec sa femme et Pierre Jeanneret pour un petit village des Pyrénées, Ozon. À la fin de l'année, Pierre Jeanneret quittera Ozon pour Grenoble où il travaillera au Bureau central de constructions (BCC) dirigé par Georges Blanchon, et « où il ne tardera pas à entrer dans la Résistance», alors que son cousin allait s'installer à Vichy. Pierre Jeanneret eut pour nom de code « Guidondevélo ». Dans son livre de souvenirs, Charlotte Perriand poursuit : « Il transportait les messages cachés dans son guidon de vélo. Son vélo était léger, démontable, très pratique ; et Pierre, devenu fort habile, apparemment innocent, circulait, délivrait, participait. Sacré Pierre ! »
Au début des années 1950, Le Corbusier et Jeanneret commencent le projet de construction de Chandigarh, en Inde, nouvelle capitale du Penjab depuis la création du Pakistan. Le Corbusier abandonne le projet à mi-chemin, et Pierre Jeanneret en devient l’architecte en chef et le concepteur du développement urbain. Il demeure quinze ans en Inde afin de suivre les travaux, et Chandigarh devint une référence de l’architecture moderne.
La contribution de Pierre Jeanneret dans son association avec Le Corbusier ne fut pas des moindres. Il dessinait souvent les premiers croquis de plans pour les retoucher ensuite graduellement et les affiner avec Le Corbusier. Il sut stimuler l’imagination de son cousin ou la modérer par son propre réalisme[réf. nécessaire]. Il joue également un rôle important en assurant la continuité du bureau, la coordination et le contrôle des aspects techniques[réf. souhaitée].
L’ensemble des archives de Pierre Jeanneret est demeuré sous la propriété de Jacqueline Jeanneret, nièce de Pierre Jeanneret, jusqu’à leur transfert au Centre canadien d'architecture en plusieurs versements de 2010 à 2013.
En plus des bâtiments, Jeanneret a également conçu des meubles, à la fois indépendamment et avec Le Corbusier. Il a expérimenté le design minimaliste, y compris une chaise qui ne nécessitait aucune attache,.
Jeanneret est décédé le 4 décembre 1967. Conformément à sa volonté, ses cendres ont été dispersées dans le lac Sukhna de Chandigarh.

## Publications
- Requête adressée à la Société des Nations, avec Le Corbusier, Paris 1928
- Requête à Monsieur le président du Conseil de la Société des Nations, avec Le Corbusier, Paris 1931
- Œuvre complète, 1929-1934, publiée par Willy Boesiger, édition Girsberger, Zürich 1934
- Œuvre complète, 1934-1938, publiée par Max Bill, édition Girsberger, Zürich 1938
- Îlot insalubre no 6, avec Le Corbusier, Paris 1938
- Jean Prouvé-Pierre Jeanneret Maison démontable BCC (monographie sur Jean Prouvé des éditions Galerie Patrick Seguin, Paris 2014)

## Expositions
- « Pierre Jeanneret / Le Corbusier. Chandigarh », Paris, Jousse entreprise, 22 octobre - 21 novembre 2015.
- « Chandigarh, 50 ans après Le Corbusier - une œuvre collective ». Cité de l'architecture et du patrimoine de Paris. Du 13 novembre 2015 au 29 février 2016.